# Großer Preis von Italien 1988
Der Große Preis von Italien 1988 (offiziell LIX Coca-Cola Gran Premio d'Italia) fand am 11. September auf dem Autodromo Nazionale Monza in Monza statt und war das zwölfte Rennen der Formel-1-Weltmeisterschaft 1988.

## Berichte

### Hintergrund
Nach dem Großen Preis von Belgien führte Ayrton Senna in der Fahrerwertung mit drei Punkten vor Alain Prost und mit 47 Punkten vor Gerhard Berger. McLaren-Honda führte in der Konstrukteurswertung mit 103 Punkten vor Ferrari und mit 125 Punkten vor Benetton-Ford.
Bei Williams-Judd übernahm Jean-Louis Schlesser das Cockpit von Martin Brundle. Brundle vertrat ein Rennen zuvor den eigentlichen Stammpiloten Nigel Mansell, der nach seiner Windpocken-Erkrankung noch nicht einsatzbereit war. Schlesser war zuvor noch nie bei einem Grand Prix gestartet und nahm anschließend an keinem weiteren Rennwochenende teil.
Philippe Streiff bestritt beim Großen Preis von Italien seinen 50. Grand Prix.
Mit Nelson Piquet (dreimal), Alain Prost (zweimal) und René Arnoux (einmal) traten drei ehemalige Sieger zu diesem Grand Prix an.

### Training
Im freien Training am Freitag erzielte Ayrton Senna vor Prost und Michele Alboreto die schnellste Runde. Im Samstagstraining blieb es bei der Doppelführung der McLaren-Piloten. Ferrari-Pilot Berger hatte auf Platz drei fast drei Sekunden Rückstand auf Senna.

### Qualifying
In der Vorqualifikation am Freitag, an der fünf Piloten teilnahmen, schied Oscar Larrauri aus. Im Qualifying am Freitag erzielte Senna die schnellste Runde vor Prost und Alboreto. Im zweiten Abschnitt des Qualifyings am Samstag behielt Senna die Führungsposition vor Prost und Berger.
Das Qualifikationstraining endete somit wie schon etliche in dieser Saison mit einer ersten Startreihe für McLaren-Honda und der Pole-Position für Senna. Es war die zehnte Pole dieser Saison für den Brasilianer. Danach folgen die beiden Ferrari angeführt von Berger.
Nicht qualifizieren konnten sich Jonathan Palmer, Stefan Johansson, Gabriele Tarquini und Stefano Modena.

### Warm Up
Im Warm Up erzielte Senna eine weitere Bestzeit an diesem Wochenende vor Prost und Alboreto.

### Rennen
Bereits beim Vorstart blieb Alessandro Nannini stehen, er musste mit knapp einer Runde Rückstand das Rennen aufnehmen. Der Rennstart selbst blieb ohne Vorfälle, Prost ging kurzzeitig in Führung wurde aber noch vor der ersten Kurve von Senna wieder überholt. Der noch amtierende Weltmeister Piquet fiel in Runde elf nach einem Dreher an achter Stelle liegend aus.
Die beiden McLaren dominierten das Rennen bis weit nach Halbzeit, während einige zurückliegende Autos mit technischen Defekten ausfielen. Ab Runde 30 wurde auch Prost langsamer, fiel hinter Berger zurück und musste schließlich mit Motorschaden in der Box aufgeben. Gegen Ende des Rennens schob sich die Spitze wieder zusammen, vor allem Senna nahm Tempo raus. Zwei Runden vor der Zielflagge ereignete sich die rennentscheidende Szene: Senna kollidierte beim Überrunden in der ersten Schikane mit Schlesser und fiel aus. Berger übernahm unter dem Jubel der italienischen Fans die Führung und verteidigte diese gegen Alboreto bis ins Ziel.
Dieser Grand Prix war der einzige in der Saison 1988, der nicht vom McLaren-Duo Prost/Senna gewonnen wurde. Der Ferrari-Doppelsieg nur knapp einen Monat nach dem Ableben des Firmengründers Enzo Ferrari war für das Team und die italienischen Tifosi besonders emotional.
Im Kampf um die Fahrerweltmeisterschaft gab es durch den Ausfall von Senna und Prost keine Veränderung.

### Nach dem Rennen
Bei der technischen Abnahme nach dem Rennen fiel der siegreiche Ferrari von Berger zunächst durch. Bei der ersten Messung ergab der Tank 151 Liter, bei der zweiten Messung stellten die Funktionäre dann einen Tank von 149,5 Litern fest und erklärten ihn damit als legal.

## Meldeliste
| Team                                 | Nr. | Fahrer               | Chassis           | Motor                    | Reifen |
| ------------------------------------ | --- | -------------------- | ----------------- | ------------------------ | ------ |
| Camel Team Lotus Honda               | 01  | Nelson Piquet        | Lotus 100T        | Honda 1.5 V6t            | G      |
| Camel Team Lotus Honda               | 02  | Satoru Nakajima      | Lotus 100T        | Honda 1.5 V6t            | G      |
| Tyrrell Racing Organisation          | 03  | Jonathan Palmer      | Tyrrell 017       | Ford Cosworth DFR 3.5 V8 | G      |
| Tyrrell Racing Organisation          | 04  | Julian Bailey        | Tyrrell 017       | Ford Cosworth DFR 3.5 V8 | G      |
| Canon Williams Team                  | 05  | Jean-Louis Schlesser | Williams FW12     | Judd 3.5 V8              | G      |
| Canon Williams Team                  | 06  | Riccardo Patrese     | Williams FW12     | Judd 3.5 V8              | G      |
| West Zakspeed Racing                 | 09  | Piercarlo Ghinzani   | Zakspeed 881B     | Zakspeed 1.5 L4t         | G      |
| West Zakspeed Racing                 | 10  | Bernd Schneider      | Zakspeed 881B     | Zakspeed 1.5 L4t         | G      |
| Honda Marlboro McLaren               | 11  | Alain Prost          | McLaren MP4/4     | Honda 1.5 V6t            | G      |
| Honda Marlboro McLaren               | 12  | Ayrton Senna         | McLaren MP4/4     | Honda 1.5 V6t            | G      |
| Automobiles Gonfaronnaises Sportives | 14  | Philippe Streiff     | AGS JH23          | Ford Cosworth DFR 3.5 V8 | G      |
| Leyton House March Racing Team       | 15  | Maurício Gugelmin    | March 881         | Judd 3.5 V8              | G      |
| Leyton House March Racing Team       | 16  | Ivan Capelli         | March 881         | Judd 3.5 V8              | G      |
| USF&G Arrows Megatron                | 17  | Derek Warwick        | Arrows A10B       | Megatron 1.5 L5t         | G      |
| USF&G Arrows Megatron                | 18  | Eddie Cheever        | Arrows A10B       | Megatron 1.5 L5t         | G      |
| Benetton Formula Ltd                 | 19  | Alessandro Nannini   | Benetton B188     | Ford Cosworth DFR 3.5 V8 | G      |
| Benetton Formula Ltd                 | 20  | Thierry Boutsen      | Benetton B188     | Ford Cosworth DFR 3.5 V8 | G      |
| Osella Squadra Corse                 | 21  | Nicola Larini        | Osella FA1L       | Osella 1.5 V8t           | G      |
| Rial Racing                          | 22  | Andrea de Cesaris    | Rial ARC1         | Ford Cosworth DFR 3.5 V8 | G      |
| Lois Minardi Team SpA                | 23  | Pierluigi Martini    | Minardi M188      | Ford Cosworth DFR 3.5 V8 | G      |
| Lois Minardi Team SpA                | 24  | Luis Pérez-Sala      | Minardi M188      | Ford Cosworth DFR 3.5 V8 | G      |
| Ligier Loto                          | 25  | René Arnoux          | Ligier JS31       | Judd 3.5 V8              | G      |
| Ligier Loto                          | 26  | Stefan Johansson     | Ligier JS31       | Judd 3.5 V8              | G      |
| Scuderia Ferrari SpA SEFAC           | 27  | Michele Alboreto     | Ferrari F1-87/88C | Ferrari 1.5 V6t          | G      |
| Scuderia Ferrari SpA SEFAC           | 28  | Gerhard Berger       | Ferrari F1-87/88C | Ferrari 1.5 V6t          | G      |
| Larrousse Calmels                    | 29  | Yannick Dalmas       | Lola LC88         | Ford Cosworth DFR 3.5 V8 | G      |
| Larrousse Calmels                    | 30  | Philippe Alliot      | Lola LC88         | Ford Cosworth DFR 3.5 V8 | G      |
| Coloni SpA                           | 31  | Gabriele Tarquini    | Coloni FC188B     | Ford Cosworth DFR 3.5 V8 | G      |
| EuroBrun Racing                      | 32  | Oscar Larrauri       | EuroBrun ER188    | Ford Cosworth DFR 3.5 V8 | G      |
| EuroBrun Racing                      | 33  | Stefano Modena       | EuroBrun ER188    | Ford Cosworth DFR 3.5 V8 | G      |
| BMS Scuderia Italia                  | 36  | Alex Caffi           | Dallara 188       | Ford Cosworth DFR 3.5 V8 | G      |

## Klassifikation

### Qualifying
| Pos. | Fahrer               | Konstrukteur    | Vorqualifikation | Vorqualifikation  | 1. Qualifikationstraining | 1. Qualifikationstraining | 2. Qualifikationstraining | 2. Qualifikationstraining | Start |
| Pos. | Fahrer               | Konstrukteur    | Zeit             | Ø-Geschwindigkeit | Zeit                      | Ø-Geschwindigkeit         | Zeit                      | Ø-Geschwindigkeit         | Start |
| ---- | -------------------- | --------------- | ---------------- | ----------------- | ------------------------- | ------------------------- | ------------------------- | ------------------------- | ----- |
| 01   | Ayrton Senna         | McLaren-Honda   | –                | –                 | 1:26,160                  | 242,340 km/h              | 1:25,974                  | 242,864 km/h              | 01    |
| 02   | Alain Prost          | McLaren-Honda   | –                | –                 | 1:26,277                  | 242,011 km/h              | 1:26,428                  | 241,588 km/h              | 02    |
| 03   | Gerhard Berger       | Ferrari         | –                | –                 | 1:28,082                  | 237,052 km/h              | 1:26,654                  | 240,958 km/h              | 03    |
| 04   | Michele Alboreto     | Ferrari         | –                | –                 | 1:27,618                  | 238,307 km/h              | 1:26,988                  | 240,033 km/h              | 04    |
| 05   | Eddie Cheever        | Arrows-Megatron | –                | –                 | 1:28,101                  | 237,001 km/h              | 1:27,660                  | 238,193 km/h              | 05    |
| 06   | Derek Warwick        | Arrows-Megatron | –                | –                 | 1:28,258                  | 236,579 km/h              | 1:27,815                  | 237,773 km/h              | 06    |
| 07   | Nelson Piquet        | Lotus-Honda     | –                | –                 | 1:28,440                  | 236,092 km/h              | 1:28,044                  | 237,154 km/h              | 07    |
| 08   | Thierry Boutsen      | Benetton-Ford   | –                | –                 | 1:29,607                  | 233,018 km/h              | 1:28,870                  | 234,950 km/h              | 08    |
| 09   | Alessandro Nannini   | Benetton-Ford   | –                | –                 | 1:28,969                  | 234,688 km/h              | 1:28,958                  | 234,718 km/h              | 09    |
| 10   | Riccardo Patrese     | Williams-Judd   | –                | –                 | 1:30,124                  | 231,681 km/h              | 1:29,435                  | 233,466 km/h              | 10    |
| 11   | Ivan Capelli         | March-Judd      | –                | –                 | 1:29,513                  | 233,262 km/h              | 1:29,696                  | 232,786 km/h              | 11    |
| 12   | Satoru Nakajima      | Lotus-Honda     | –                | –                 | 1:29,541                  | 233,189 km/h              | 1:30,570                  | 230,540 km/h              | 12    |
| 13   | Maurício Gugelmin    | March-Judd      | –                | –                 | 1:30,145                  | 231,627 km/h              | 1:30,035                  | 231,910 km/h              | 13    |
| 14   | Pierluigi Martini    | Minardi-Ford    | –                | –                 | 1:30,734                  | 230,123 km/h              | 1:30,125                  | 231,678 km/h              | 14    |
| 15   | Bernd Schneider      | Zakspeed        | –                | –                 | 1:30,773                  | 230,024 km/h              | 1:30,161                  | 231,586 km/h              | 15    |
| 16   | Piercarlo Ghinzani   | Zakspeed        | –                | –                 | 1:31,182                  | 228,993 km/h              | 1:30,476                  | 230,779 km/h              | 16    |
| 17   | Nicola Larini        | Osella          | 1:33,738         | 222,749 km/h      | 1:31,721                  | 227,647 km/h              | 1:30,481                  | 230,767 km/h              | 17    |
| 18   | Andrea de Cesaris    | Rial-Ford       | –                | –                 | 1:31,263                  | 228,789 km/h              | 1:30,560                  | 230,565 km/h              | 18    |
| 19   | Luis Pérez-Sala      | Minardi-Ford    | –                | –                 | 1:30,944                  | 229,592 km/h              | 1:30,698                  | 230,215 km/h              | 19    |
| 20   | Philippe Alliot      | Lola-Ford       | –                | –                 | 1:31,168                  | 229,028 km/h              | 1:30,962                  | 229,546 km/h              | 20    |
| 21   | Alex Caffi           | Dallara-Ford    | 1:30,877         | 229,761 km/h      | 1:30,989                  | 229,478 km/h              | 1:31,009                  | 229,428 km/h              | 21    |
| 22   | Jean-Louis Schlesser | Williams-Judd   | –                | –                 | 1:31,548                  | 228,077 km/h              | 1:31,620                  | 227,898 km/h              | 22    |
| 23   | Philippe Streiff     | AGS-Ford        | –                | –                 | 1:31,676                  | 227,759 km/h              | 1:31,687                  | 227,731 km/h              | 23    |
| 24   | René Arnoux          | Ligier-Judd     | –                | –                 | 1:32,049                  | 226,836 km/h              | 1:32,316                  | 226,180 km/h              | 24    |
| 25   | Yannick Dalmas       | Lola-Ford       | –                | –                 | 1:32,164                  | 226,553 km/h              | 1:32,686                  | 225,277 km/h              | 25    |
| 26   | Julian Bailey        | Tyrrell-Ford    | –                | –                 | 1:32,573                  | 225,552 km/h              | 1:32,290                  | 226,243 km/h              | 26    |
| DNQ  | Jonathan Palmer      | Tyrrell-Ford    | –                | –                 | 1:32,405                  | 225,962 km/h              | 1:33,067                  | 224,354 km/h              | –     |
| DNQ  | Stefan Johansson     | Ligier-Judd     | –                | –                 | 1:33,272                  | 223,861 km/h              | 1:32,438                  | 225,881 km/h              | –     |
| DNQ  | Gabriele Tarquini    | Coloni-Ford     | 1:32,860         | 224,855 km/h      | 1:32,829                  | 224,930 km/h              | 1:35,805                  | 217,943 km/h              | –     |
| DNQ  | Stefano Modena       | EuroBrun-Ford   | 1:33,292         | 223,813 km/h      | 1:34,727                  | 220,423 km/h              | 1:33,226                  | 223,972 km/h              | –     |
| DNPQ | Oscar Larrauri       | EuroBrun-Ford   | 1:34,044         | 222,024 km/h      | keine Zeit                | –                         | keine Zeit                | –                         | –     |

### Rennen
| Pos. | Fahrer               | Konstrukteur      | Runden | Stopps | Zeit        | Start | Schnellste Runde |
| ---- | -------------------- | ----------------- | ------ | ------ | ----------- | ----- | ---------------- |
| 01   | Gerhard Berger       | Ferrari           | 51     | 0      | 1:17:39,744 | 03    | 1:29,113 (47.)   |
| 02   | Michele Alboreto     | Ferrari           | 51     | 0      | + 0,502     | 04    | 1:29,070 (44.)   |
| 03   | Eddie Cheever        | Arrows-Megatron   | 51     | 0      | + 35,532    | 05    | 1:30,452 (42.)   |
| 04   | Derek Warwick        | Arrows-Megatron   | 51     | 0      | + 36,114    | 06    | 1:30,504 (43.)   |
| 05   | Ivan Capelli         | March-Judd        | 51     | 0      | + 52,522    | 11    | 1:30,971 (37.)   |
| 06   | Thierry Boutsen      | Benetton-Ford     | 51     | 0      | + 59,878    | 08    | 1:31,543 (34.)   |
| 07   | Riccardo Patrese     | Williams-Judd     | 51     | 0      | + 1:14,743  | 10    | 1:31,704 (26.)   |
| 08   | Maurício Gugelmin    | March-Judd        | 51     | 0      | + 1:32,566  | 13    | 1:31,832 (27.)   |
| 09   | Alessandro Nannini   | Benetton-Ford     | 50     | 0      | + 1 Runde   | 09    | 1:30,248 (33.)   |
| 10   | Ayrton Senna         | McLaren-Honda     | 49     | 0      | DNF         | 01    | 1:29,569 (29.)   |
| 11   | Jean-Louis Schlesser | Williams-Judd     | 49     | 0      | + 2 Runden  | 22    | 1:33,179 (39.)   |
| 12   | Julian Bailey        | Tyrrell-Ford      | 49     | 0      | + 2 Runden  | 26    | 1:33,203 (40.)   |
| 13   | René Arnoux          | Ligier-Judd       | 49     | 0      | + 2 Runden  | 24    | 1:33,486 (42.)   |
| –    | Alain Prost          | McLaren-Honda     | 34     | 0      | DNF         | 02    | 1:29,642 (27.)   |
| –    | Philippe Alliot      | Lola-Ford         | 33     | 0      | DNF         | 20    | 1:33,581 (28.)   |
| –    | Philippe Streiff     | AGS-Ford          | 31     | 0      | DNF         | 23    | 1:33,898 (31.)   |
| –    | Bernd Schneider      | Zakspeed          | 28     | 0      | DNF         | 15    | 1:32,054 (24.)   |
| –    | Andrea de Cesaris    | Rial-Ford         | 27     | 0      | DNF         | 18    | 1:33,007 (20.)   |
| –    | Piercarlo Ghinzani   | Zakspeed          | 25     | 0      | DNF         | 16    | 1:33,476 (10.)   |
| –    | Alex Caffi           | Dallara-Ford      | 24     | 0      | DNF         | 21    | 1:32,735 (19.)   |
| –    | Yannick Dalmas       | Lola-Ford         | 17     | 0      | DNF         | 25    | 1:34,723 (15.)   |
| –    | Pierluigi Martini    | Minardi-Ford      | 15     | 0      | DNF         | 14    | 1:34,420 (08.)   |
| –    | Satoru Nakajima      | Lotus-Honda       | 14     | 0      | DNF         | 12    | 1:32,804 (11.)   |
| –    | Luis Pérez-Sala      | Minardi-Ford      | 12     | 0      | DNF         | 19    | 1:35,020 (11.)   |
| –    | Nelson Piquet        | Lotus-Honda       | 11     | 0      | DNF         | 07    | 1:31,803 (11.)   |
| –    | Nicola Larini        | Osella-Alfa Romeo | 2      | 0      | DNF         | 17    | 1:38,570 (02.)   |

## WM-Stände nach dem Rennen
Die ersten sechs des Rennens bekamen 9, 6, 4, 3, 2 bzw. 1 Punkt(e). In der Fahrerwertung wurden die besten elf Resultate, in der Konstrukteurswertung alle Resultate gewertet.

### Fahrerwertung
| Pos. | Fahrer             | Konstrukteur    | Punkte |
| ---- | ------------------ | --------------- | ------ |
| 01   | Ayrton Senna       | McLaren-Honda   | 75     |
| 02   | Alain Prost        | McLaren-Honda   | 72     |
| 03   | Gerhard Berger     | Ferrari         | 37     |
| 04   | Michele Alboreto   | Ferrari         | 22     |
| 05   | Nelson Piquet      | Lotus-Honda     | 18     |
| 06   | Thierry Boutsen    | Benetton-Ford   | 17     |
| 07   | Derek Warwick      | Arrows-Megatron | 14     |
| 08   | Ivan Capelli       | March-Judd      | 10     |
| 09   | Eddie Cheever      | Arrows-Megatron | 6      |
| 10   | Nigel Mansell      | Williams-Judd   | 6      |
| 11   | Alessandro Nannini | Benetton-Ford   | 6      |
| 12   | Jonathan Palmer    | Tyrrell-Ford    | 5      |
| 13   | Maurício Gugelmin  | March-Judd      | 5      |
| 14   | Andrea de Cesaris  | Rial-Ford       | 3      |
| 15   | Riccardo Patrese   | Williams-Judd   | 2      |
| 16   | Pierluigi Martini  | Minardi-Ford    | 1      |
| 17   | Satoru Nakajima    | Lotus-Honda     | 1      |

| Pos. | Fahrer               | Konstrukteur  | Punkte |
| ---- | -------------------- | ------------- | ------ |
| 18   | Yannick Dalmas       | Lola-Ford     | 0      |
| 19   | Martin Brundle       | Williams-Judd | 0      |
| 20   | Gabriele Tarquini    | Coloni-Ford   | 0      |
| 21   | Alex Caffi           | Dallara-Ford  | 0      |
| 22   | Stefan Johansson     | Ligier-Judd   | 0      |
| 23   | Philippe Alliot      | Lola-Ford     | 0      |
| 24   | Julian Bailey        | Tyrrell-Ford  | 0      |
| 25   | Nicola Larini        | Osella        | 0      |
| 26   | Philippe Streiff     | AGS-Ford      | 0      |
| 27   | Luis Pérez-Sala      | Minardi-Ford  | 0      |
| 28   | Stefano Modena       | EuroBrun-Ford | 0      |
| 29   | Jean-Louis Schlesser | Williams-Judd | 0      |
| 30   | Bernd Schneider      | Zakspeed      | 0      |
| 31   | René Arnoux          | Ligier-Judd   | 0      |
| 32   | Oscar Larrauri       | EuroBrun-Ford | 0      |
| 33   | Piercarlo Ghinzani   | Zakspeed      | 0      |
| 34   | Adrián Campos        | Minardi-Ford  | 0      |

### Konstrukteurswertung
| Pos. | Konstrukteur    | Punkte |
| ---- | --------------- | ------ |
| 01   | McLaren-Honda   | 147    |
| 02   | Ferrari         | 59     |
| 03   | Benetton-Ford   | 23     |
| 04   | Arrows-Megatron | 20     |
| 05   | Lotus-Honda     | 19     |
| 06   | March-Judd      | 15     |
| 07   | Williams-Judd   | 8      |
| 08   | Tyrrell-Ford    | 5      |
| 09   | Rial-Ford       | 3      |

| Pos. | Konstrukteur  | Punkte |
| ---- | ------------- | ------ |
| 10   | Minardi-Ford  | 1      |
| 11   | Lola-Ford     | 0      |
| 12   | Coloni-Ford   | 0      |
| 13   | Ligier-Judd   | 0      |
| 14   | Dallara-Ford  | 0      |
| 15   | Osella        | 0      |
| 16   | AGS-Ford      | 0      |
| 17   | EuroBrun-Ford | 0      |
| 18   | Zakspeed      | 0      |